# Baykitsky (huyện)
Huyện Baykitsky (tiếng Nga: ? райо́н) là một huyện hành chính tự quản (raion), của Vùng Krasnoyarsk, Nga. Huyện có diện tích 155388 km². Trung tâm của huyện đóng ở Bajkit.